# Алюминотермия
Алюминотермия (алюмотермия; от лат. Aluminium и греч. therme — тепло, жар) — способ получения металлов, неметаллов (а также сплавов) восстановлением их оксидов металлическим алюминием. Например, в случае хрома:
2Al + Cr2О3 = Al2О3 + 2Cr
При подобных реакциях выделяется большое количество теплоты, а температура смеси может достигать 3000 °C.

## История
Метод алюминотермии был изобретён Н. Н. Бекетовым в 1859 году и предложен для промышленного использования Гансом Гольдшмидтом в 1894 году.
В Советском Союзе электропечная алюминотермия была широко распространена. Алюминотермию применяют для получения низкоуглеродистых легирующих сплавов трудновосстановимых металлов — титана, ниобия, циркония, бора, хрома и др., для сварки рельсов и деталей стального литья; для получения огнеупора — термиткорунда. В зависимости от метода различают печную и внепечную алюминотермию.

## Принцип работы
Алюминотермическая реакция объясняется тем, что из нескольких возможных химических реакций, как правило, идёт та реакция, при которой выделяется наибольшее количество теплоты. При окислении алюминия кислородом в Al₂O₃ выделяется порядка 30 кДж/моль, что превосходит теплоту сгорания (окисления) других металлов.
На практике для протекания реакции восстановления оксидов алюминием требуется также создание определённых условий. Например, для получения удовлетворительного результата необходимо добавить вещества, вызывающие усиление реакции, или прибавить флюсы, такие, как плавиковый шпат CaF₂, или сплавить восстановляемые окислы с энергично действующими металлами, или, как при восстановлении хрома, прибавлять хромовокислые соли. Для ускорения реакции прибавляют также бертолетовую соль KClO₃ (при получении B, Be, Cr, Se, Ti, Th). Большое значение для правильного протекания реакции имеет выбор соответствующего металлического окисла и его количество: MnO₂, напр., реагирует с алюминием очень энергично, MnO — слишком слабо; наилучшим образом реакция восстановления марганца из его окислов протекает при смеси обоих окислов.
Алюминотермические реакции протекают с выделением большого количества тепла, температура реакции может достигать 3000°, причём восстановленный расплавленный металл нагревается до белого каления, расплавленные же глиноземистые шлаки всплывают наверх.
Смесь окисла металла с алюминием в пропорции, необходимой для протекания реакции восстановления, называется термитом. В зависимости от наименования окисла металла, входящего в смесь, различают термиты железные, хромовые, марганцевые и др.
Чтобы вызвать реакцию, термитовую смесь необходимо предварительно зажечь. Это достигается сжиганием небольшого количества легко воспламеняющейся зажигательной смеси, например, из алюминиевого порошка с пероксидом бария.

## Применение
Алюминотермия дает возможность получить трудновосстанавливаемые металлы и металлоиды, такие как хром, марганец, бериллий, бор, в значительных количествах и в относительно чистом виде.
Из железного термита, то есть смеси оксида железа с алюминием, получают малоуглеродистое ковкое железо — термитовое железо. Соответствующая реакция производится в особых железных тиглях с магнезитовой футеровкой. Расплавленное железо собирается на дне тигля, а сверху плавают состоящие почти из чистого глинозема шлаки. Из 1 кг железного термита получают около ½ кг железа.
Термит используют при сварке рельсов, проводов линий электропередач, стальных труб, металлических конструкций.

## Практическая реализация
Шихта (из порошкообразных материалов) засыпается в плавильную шахту или тигель и поджигается с помощью запальной смеси. Различают два способа производства литья термитового железа из тиглей:
1. опрокидыванием специальных тиглей вместимостью от 1 до 25 кг термита, доведенного уже до состояния реакции;
2. непосредственным спуском расплавленной массы из так называемого автоматического тигля через отверстие в магнезитовом камне, заделанном в дно такого тигля; автоматические тигли делают воронкообразной формы из листового железа с магнезитовой футеровкой вместимостью от одного до нескольких сот кг термита; диаметр спускного отверстия, например у тигля на 50 кг, колеблется в пределах 10—15 мм; загружают эти тигли сразу всей массой термита, которую воспламеняют зажигательной смесью.

Реакция железного термита, помимо производства ферро-сплавов и специальных сталей, применяется также для сварки железных и стальных изделий. При этом часто используют только высокую температуру реакции термита, получающееся же во время этого процесса термитовое железо в самой сварке участия не принимает. В этом случае свариваемые концы очищают, притягивают друг к другу впритык при помощи особого зажимного аппарата, окружают стык формой из огнеупорного материала, в которую затем выливают из специального тигля расплавленную массу термита. Последняя в продолжение точно известного промежутка времени успевает нагреть стык до необходимой для сварки температуры, после чего достаточно несколько подтянуть гайки зажимного аппарата, чтобы вызвать необходимое для надежной сварки давление свариваемых концов друг на друга. По окончании сварки аппарат разбирают, а наварившуюся вокруг стыка термитовую массу удаляют.
Другой способ сварки при помощи железного термита основан на использовании также и восстановленного при алюминотермии сильно нагретого, мягкого, малоуглеродистого железа. При этом расплавленную термитовую массу либо льют из специальных тиглей, либо спускают из воронкообразных (автоматических) тиглей в расположенную непосредственно под тиглем форму из огнеупорной массы.
Если при восстановлении развивается температура выше 1900 °С, то осуществляется внепечная алюминотермия, без подвода тепла извне. Такой процесс протекает с большой скоростью, образующиеся металл и шлак хорошо разделяются. Если теплоты выделяется недостаточно, в шихту вводят подогревающую добавку или проводят плавку в дуговых печах (электропечная алюминотермия).